# 不思議のダンジョン 風来のシレン3 からくり屋敷の眠り姫
『不思議のダンジョン 風来のシレン3 からくり屋敷の眠り姫』（ふしぎのダンジョン ふうらいのシレンスリー からくりやしきのねむりひめ）は、2008年6月5日に発売されたWii用のローグライクゲームであり、不思議のダンジョンシリーズのひとつ。開発はチュンソフト、販売はセガが行うセガ×チュンソフトプロジェクトの一つ。
2010年1月28日には、スパイクよりPlayStation Portable移植版『不思議のダンジョン 風来のシレン3 ポータブル』（ふしぎのダンジョンスリー ポータブル）が発売された。

## 概要
時系列としては『不思議のダンジョン 風来のシレンGB2 砂漠の魔城』の1年後の話となっており、前作『不思議のダンジョン 風来のシレン2 鬼襲来!シレン城!』からは11年後となっている。シレンは剣術の師匠である「センセー」と再会を果たし、シレンとその相棒コッパはセンセーに導かれ、伝説のからくり屋敷の謎を解く旅に出ることになる。本作はシナリオが重視されており、作中では日本で古くから伝えられている竹取物語や神仙思想、日本神話を元にしたいくつもの伏線が張られている他、シレン一族のルーツの秘密に迫るストーリー構成をしている。
本作は、シリーズ初のCERO：B（12才以上対象）の作品となる。
『ドラゴンクエストキャラクターズ トルネコの大冒険3 不思議のダンジョン』同様に、本編中ではレベルが引き継がれる仕様となっている。ただし、従来通りレベル1から始まるダンジョンやクリア後の高難易度ダンジョンも用意されている。ダンジョンは30種類以上存在し、新モンスターや道具成長システムなどの新システムが採用されている。
初心者にもプレイしやすいようにイージーとノーマルの2つの難易度を選べる。ノーマルの場合はダンジョンで敗北した場合、全てのアイテムを失うが、イージーだとリセットすれば、アイテムを失わないようになっている。
当初2008年2月28日発売予定であったが、ソフト内容の一層の充実とクオリティの更なる向上を目指すため2008年6月に延期された。
開発者はインタビュー記事でモーションセンサーやポインタといったWiiリモコン独自の機能はあえて採用しないと語っていた。Wiiリモコンやヌンチャクコントローラでの操作にも対応しているが、過去のシリーズと同様の感覚で操作できるクラシックコントローラを推奨している。
PSP版は新たなダンジョン・オンライン対応などの追加要素のほか、ゲームバランスを練り直している（公式サイトより）。

## システム
仲間
今作ではシレンのほかにアスカ、センセーを連れての冒険となっており、各々装備品をつけて戦う。前作では仲間は事実上操作不能であったが、本作ではプレイヤーキャラを自由に選ぶことができ、それによって戦力の幅を広げることが可能。また、心得の選択によって仲間はプレイヤーが操作しなくともアイテムを使用することができる。ボス戦向きに全員操作モードという1ターンに全キャラクターを操作して戦う方法もある。一方で、仲間もプレイヤーと同じ扱いになるので、戦闘不能になってしまうとゲームオーバーになる。
二刀流
シレンとセンセーのみが可能な戦術。両手に剣を持ち、1ターンに二度相手を攻撃することができる。反面盾を装備できなくなるので、敵から受けるダメージが大きくなってしまうデメリットを併せ持っている。
属性
全てのモンスターに付けられており、それぞれの属性によってモンスター固有の能力とは異なる特殊な能力を繰り出すことがある。属性に合わせてモンスターの色も変化している。攻撃が空振りしてしまう可能性に加え、属性の能力で攻撃回避、攻撃無効化の能力が繰り出されることもあるため、こちらの攻撃の命中率が著しく低下する。加えて姿を消す透明能力を持つ属性もあり、いきなり敵が現れてはモンスター固有能力を使用されることもあるなど、モンスターの厄介性が高まっている。属性の能力は仮に封印状態にしても発動し、状態異常にかかっていると発動確率が2倍に上昇する。
封印の床
そのマスの上にいると、特定のアイテムの使用が不可能になる。反面そのマスには罠が設置されていることはない。
竜脈
画面右上に「脈」の文字が描かれているフロアに、一定時間の間に出現位置を変える、道具を成長させるもの。竜脈に物を備えさせて一定時間がたてば特殊な能力を得られるが、竜脈はターン経過によって場所を変えてしまうため、移動をさせないように「結界の巻物」を用いて結界を張らなければならない。ただし、壁際にある竜脈に結界を張ることは不可能であり、結界の巻物を読むと結界の中にいるキャラクターは強制的にワープされ、それ以降は中にキャラクターが入るだけで結界は崩れてしまう。
風来救助
風来のシレンGB2で搭載された風来救助システムを引き続き搭載している。無線LAN・パスワードに対応。

## ストーリー進行ダンジョン
サヌキノ森
最初のダンジョン。チュートリアル系ダンジョン。
本編クリア後にもイベントで行くことになるが、モンスターが格段に強くなっている。
からくり峠
初めて飛び道具を扱うモンスターや力を下げてくるモンスターが出現する。
大ムカデの巣穴
トゲの床・店・モンスターハウスが初登場。また、初めてダンジョンの奥でボスが登場する。
大ワシの砦
嫌な特殊能力を持った敵がやや多い傾向なダンジョン。ボス戦後、シレンとセンセーが離脱する。
大ナマズの巣
最初はアスカ一人で入る事になる。敵は前のダンジョンより強くなっている。
大天狗の城
四天王最強の大天狗がボスのダンジョン。封じの床が初登場する。また、装備を弾くモンスターも登場する。
ヲチミヅ峠（ストーリー）
レベル1からスタートする。ここではレベル継続しない。また、過去から現代に戻ると過去で手に入れたアイテムは消えてしまう。
サヌキノ竹林（ストーリー）
サヌキノ森の過去の姿。ヲチミヅ峠と同じくレベル1からスタートするダンジョン。
外郭
機械仕掛けのモンスターが多い。
光陣丸参号
おぼろが所有する空飛ぶ船だったが、謎のからくり増殖に巻き込まれてしまい、モンスターが徘徊する機械仕掛けの船になってしまった。クリア後、このダンジョンには一切入れなくなる。
内郭
頂上に地下王国に繋がるエレベーターがある。
壺中夢幻
ホウライ王国最初のダンジョン。このダンジョンをクリアしない限り、地上には戻れない。
火の森
炎が燃えさかる森のダンジョン。このダンジョンから竜脈が初登場する。
水の山
滝が流れているダンジョン。特殊能力をもったモンスターが多い。
死者の谷
深い谷底のダンジョン。ゴースト系モンスターが多く住みついている。
竜が池
雪が降っている湖畔のダンジョン。水路は凍っていてツルツル滑る。
からくり櫓
階層は長いが、狭い部屋が多いダンジョン。クリア後、センセーが復帰する。
縁日の境内
お祭り風景のダンジョン。探索はそれほど難しくない。視界明瞭。
拝殿部
力任せのモンスターが多く、階層も短い。
本丸
からくり御殿最初のダンジョン。一癖あるモンスターが多い。本編クリア後、このダンジョン以降には一切入れなくなる。
銭蔵
金に埋もれた鉱山のダンジョン。持ち物に危害を加えるモンスターが多く登場する。
空中舞台
壁がないダンジョン。浮遊系のモンスターが多く、あっという間に囲まれる。
天守閣
階層は短いが、強力なモンスターが多い。
かぐや御陵
階層は短いが、狂戦士状態にしてくるモンスターが登場する。このダンジョンをクリアし、寝台にいるかぐやのもとに行くと、本編をクリアするまで地上へは戻れなくなる。
黄泉比良坂
初挑戦時は無敵状態でスタートする。
黄泉御殿
ラストダンジョン。手強いモンスターが多く、モンスターハウスを作成するモンスターも登場する。
最深部ではこの物語の黒幕が待ち構えている。

## ストーリー外
どこでもダンジョン
道具、ギタン持込可能、仲間同行不可、レベル1スタートのダンジョンである。荒れ寺でのストーリーイベント終了後にオオツツキ村の風来通信員が「どこでもダンジョン」をくれる。それ以降はワールドマップでのメニューから入ることができる。最初は5Fまでしかいけないが、ストーリーの進行とともに階層が深くなり、最終的には99Fまでのダンジョンとなる。アイテムやモンスターの種類もストーリーの進行に比例して出てくるようになる。

## エンディング後ダンジョン
地脈のほこら
道具、ギタン持込、仲間同行可能、レベル継続スタートのダンジョンである。40Fまで。全フロアが竜脈のある竜脈フロアとなっている。また、階段は「進む」だけでなく「戻る」も可能であり、一つ前のフロアや1Fからワールドマップに戻ることもできる。落ちている道具はおにぎり、ギタン以外には決まった種類の巻物や杖しか出てこない竜脈を利用して道具を成長させるにはもってこいのダンジョンであるが、竜脈の結界を壊すかわしモグラ系のモンスターが全フロアに登場し、他にも荷物を失う危険があるモンスターも多く登場する。
千年洞窟
道具、ギタン持込、仲間同行可能、レベル継続スタートのダンジョンである。最大の特徴は999Fという深さである。アイテムはモンスターハウスや小島以外は1フロアに1つしか落ちておらず、その多くはおにぎりとギタンである。装備品は900Fまでは登場しない。なお、100F、300F、500F、700F、900Fはボスとの対決が待ち受けていて、勝てばレアアイテムが入手できる。
サヌキノ竹林
道具、ギタン持込、仲間同行不可、レベル1スタートのダンジョンである。ストーリー時とは違うダンジョンとなっている。30Fまでと比較的短い。アイテムは壺、杖、腕輪が未識別となっている。
ヲチミヅ峠
道具、ギタン持込、仲間同行不可、レベル1スタートのダンジョンである。ここもストーリー時とは違うダンジョンとなっている。50Fまでの深さであるが、落ちているアイテムのほとんどが未識別。
ブフーの洞窟
道具、ギタン持込、仲間同行不可、レベル1スタートのダンジョンである。ブフーの包丁やブフーの杖を使ってモンスターを肉にしてその肉を活用して進んでいくこととなる。
ツワモノの穴
道具、ギタン持込、仲間同行可能、レベル継続スタートのダンジョンである。99Fまで。序盤から強力なモンスターが登場し、中盤以降は各モンスターの最高種にレベルが上乗せされたものが登場する。装備品は店以外には登場しない。なお、50Fと90Fはボスとの対決となり、勝つとレアアイテムが入手できる。モンスターハウスが多く出現する。
隠し穴
道具、ギタン持込可能だが、仲間同行不可、レベル1スタートのダンジョンである。10Fという短いダンジョン。モンスターは強いが決まった種類しか登場しない。脱出が使えない。
ツヅラの迷宮
道具、ギタン持込不可、仲間同行可能、レベル1スタートのダンジョン。99Fまで。３０Fと５０Fと７０Fではそれぞれボスがいる。

## 登場キャラクター
十狼太
盗賊団ひょっとこ党のリーダー。何にもとらわれない自由奔放な性格で、からくり屋敷のお宝を狙って現れる。
実は1000年前にオオツツキ村一帯を統治していた国司の子孫で、からくり屋敷に訪れたのは偶然ではなく、先祖の残した文献を手掛かりとしたものだった。
最終的にはシレンたちに敗れ、自身は財宝を手に入れる者ではなかったと悟り、穴に身を投げて自決する。
だが無念から亡霊となって再び登場し、最終的には文献に書かれていた1000年前のかぐや姫に関する事件の真相を伝えて成仏する。
大ワシから逃げたセンセーを助けて以降、センセーは恩からしばらく行動をともにすることになる。
自由奔放同士のためかセンセーとは気が合い、成仏する前にもっといい形で出会いたかったとセンセーに感謝の意を示す。
おぼろ
声 - 清水愛 (パチンコ)
幕府の公儀隠密であるくのいちで、からくり屋敷の件を調査していた隠密たちの隊長。若い人物だが実力は本物で、かつ姉御肌で江戸っ子気質の人物で統率力もある。口達者同士のコッパとは仲が悪い。また、『3』のクリア後のイベントで「そぼろ」という姉がいることがわかる。
かぐや姫
からくり屋敷で出会う謎の女性。シレンのことを主と呼ぶ。最初にシレンたちの前に現れるのは偽者であり、正体はからくり人形。本人は1000年前の人間であり、とある豪族の姫。シレンの先祖の幼馴染で、恋心を持っていた。ある悲劇から引き離され、かぐや御殿でシレンの子孫との再会を願い、ヲチミズの力で1000年の眠りについている。からくり屋敷を訪れたシレンの手によって目覚めるが、イザナミに利用され、黄泉の国への扉を開ける。元に戻ったあとはシレンに協力し、イザナミを止めるも霊力を使い果たし、シレンの腕の中で光の粒となって消滅する。
名前とストーリーの由来は竹取物語のかぐや姫。
スケゴロー
地上げ屋であるイノブタ一家の親分。ホウライ山に湧き出た温泉を利用して、オオツツキ村を取り潰してリゾート地を建設しようともくろむ。
シレンらがもくろみを止めたのち、思い出屋としてサウンドやムービー、イベントを買って観ることができる店を荒れ寺で開く。
バニー・オオトリイ・ヒップバーン
月に住む「月人」の女性。バニーガールのような格好をしている。壊れた月を修復するため、シレンたちに協力を依頼する。
徐福
からくり屋敷を生み出し、裏から糸を引いていた。実在人物の徐福がモデル。
作中より2000年前に秦の始皇帝の命令で不老不死の薬を探して日本に渡り、そこでイザナミから彼女に従うのと引き換えに神の力を持つ霊水「ヲチミズ」を与えられ、不死に近い竜の魔物となった。その後はイザナミが現世に舞い戻るべく暗躍を続け、平安時代には「竹取の翁」を名乗っていた。普段は好々爺を装っているが、実態は野心深い。
現在の正体は光る粒子の集合体で、この状態では絶対に倒せないが他者に憑依しないと何もできない。元の竜の肉体を滅ぼされてシレンに憑依するも分離させられ、肉体を持たせることで完全に滅ぼすことができると踏んだセンセーが自分に憑依させて魔神イカヅチカミとなるが、シレンたちに倒され、身体から逃げようとしたところセンセーに抵抗され失敗し、完全に消滅する（理由は不明だがセンセーは助かる）。
イザナミ
徐福に裏から指示を与えていたからくり屋敷の件における真の黒幕で、日本神話における創造の女神にして、黄泉の支配者であるイザナミノミコト。
実際の日本神話と同様に、国産みの際に亡くなって黄泉の国に墜ち、迎えに来た夫イザナギに腐敗した姿を見られたことで黄泉比良坂（ヨモツヒラサカ）で離別する。このことで現世に憎悪を抱き、現世へと舞い戻って復讐しようと考える。徐福にヲチミズを与え自身の配下とし、黄泉の扉を開ける1000年の周期を狙って暗躍させ、憑依する肉体として子孫にあたるかぐや姫にヲチミズを与え延命していた。
死霊化したことと憎悪によって魔物となっており、最初の戦闘時の姿は武具を身に纏った鬼の女性だが、
正体を現すととてつもなく巨大な半身が腐敗した鬼となる。
KO戦車
イノブタ一家の意を受けて、シレンたちを倒すために現れるモンスター。1ターンで3方向に砲弾を発射する。
KOは「カミナリオヤジ」の略。
魔蝕虫
『不思議のダンジョン2 風来のシレン』で登場したボス。
本作では黄泉の国への扉が開いた際に現世へと脱出する。キュラスと黒雷仙女とともに復活し、シレンへの復讐を図る。
人の言葉を話せないのでゲーム中は鳴き声の翻訳が表示されるのだが、意図的に誤訳や意訳ばかりが表示される。
黒雷仙女
『不思議のダンジョン 風来のシレン外伝 女剣士アスカ見参!』で登場したボス。
本作では黄泉の国への扉が開いた際に現世へと脱出し、魔蝕虫とキュラスとともに復活。
アスカではなく面識のないシレンへの復讐を図るが、倒される。体はラグーンのものを借りたという。
キュラス
『不思議のダンジョン 風来のシレンGB2 砂漠の魔城』で登場したボス。
本作では黄泉の国への扉が開いた際に現世へと脱出し、魔蝕虫と黒雷仙女とともに復活。シレンへの復讐を図る。
魔蝕虫、黒雷仙女とは黄泉の国の茶屋で知り合い、意気投合したらしい。